# Henry Seymour

Stemma della famiglia Seymour

Henry Seymour (Wulfhall, 1503 – Winchester, 5 aprile 1578) è stato un nobile inglese.

## Biografia
Fu uno dei nove figli di Sir John Seymour e Margery Wentworth.
Al tempo della nascita di Henry, la famiglia era residente a Wulfhall, nel Wiltshire, ed era conosciuta soltanto nell'ovest del regno per le sue estese proprietà terriere. La sua importanza ed influenza, nate con l'attività militare di John al servizio di Enrico VII d'Inghilterra, si accrebbero quando Jane, sorella maggiore di Henry, divenne la terza moglie di Enrico VIII e regina d'Inghilterra. Beneficiarono del matrimonio non solo l'altra sorella Elizabeth ma soprattutto i fratelli Thomas ed Edward.
Anche Henry, il minore dei fratelli Seymour, ottenne titoli e riconoscimenti: nel 1547 divenne cavaliere dell'ordine del bagno e membro del parlamento per il Hampshire; tuttavia, diversamente da loro, non rivelò particolari ambizioni politiche, né abilità militari, né svolse un'attiva vita di corte. Il suo nome non viene neanche citato nei diari del nipote Edoardo.
Anche dopo la morte di Jane e poi quella dello stesso Enrico VIII, la stella dei Seymour rimase a brillare grazie al ruolo di Lord Protettore ricoperto da Edward per il nipotino Edoardo VI d'Inghilterra. La nascita di Edoardo costò la morte a Jane, che nel suo testamento lasciò diverse collane di grande valore al fratello minore.
La bramosia di potere portò la morte ai fratelli Thomas ed Edward, accusati di cospirazione ai danni dei loro rivali e condannati alla pena capitale. La posizione e reputazione di Henry invece risultò del tutto salva non avendo voluto in alcun modo far fronte alle richieste del fratello: Edward infatti gli scrisse di prendere l'esercito e correre in suo aiuto. Henry invece, ormai alle dipendenze del nuovo amministratore John Dudley, I duca di Northumberland, non rispose neppure alla lettera. Per il suo gesto Dudley lo premiò garantendogli terre in Buckinghamshire e Hampshire.
Dopo la morte dei fratelli l'importanza della famiglia Seymour si ridimensionò drasticamente fino a quando fu di nuovo al centro dell'attenzione e dello scandalo a causa del matrimonio segreto e senza regio permesso tra Edward Seymour, I conte di Hertford, nipote di Henry, e Catherine Grey, cugina ed erede presunta della sovrana Elisabetta I d'Inghilterra.
Sotto i regni di Maria I d'Inghilterra ed Elisabetta I continuò a ricoprire ruoli amministrativi non rilevanti.
Nel 1559 Henry sposò Barbara Wolfe da cui ebbe tre figli e sette figlie. Si spense nella propria casa a Winchester il 5 aprile 1578 poco tempo dopo aver fatto testamento ed aver lasciato un cospicuo patrimonio alla famiglia.